# Бреј (Дордоња)
Бреј (фр. Breuilh) насеље је и општина у југозападној Француској у региону Аквитанија, у департману Дордоња која припада префектури Периже.
По подацима из 2011. године у општини је живело 249 становника, а густина насељености је износила 24,27 становника/km². Општина се простире на површини од 10,26 km². Налази се на средњој надморској висини од 250 метара (максималној 246 m, а минималној 144 m).

## Демографија
| 1962. | 1968. | 1975. | 1982. | 1990. | 1999. | 2011. |
| ----- | ----- | ----- | ----- | ----- | ----- | ----- |
| 119   | 125   | 123   | 123   | 161   | 199   | 249   |

График промене броја становника у току последњих година